# Sławoszewo (Podobowice)
Sławoszewo – kolonia wsi Podobowice w Polsce, położona w województwie kujawsko-pomorskim, w powiecie żnińskim, w gminie Żnin, przy trasie drogi wojewódzkiej nr 251.
W latach 1975–1998 kolonia administracyjnie należała do województwa bydgoskiego.